# Kartozoologi
Kartozoologi er studiet af dyr, hvis omrids fremtræder paradigmatisk i gadebilledet på bykort, med særlig fokus på fysiske tegn på dyrs tilstedeværelse i det omgivende terræn.
Sagt mere simpelt, er kartozoologi studiet af et bykort med det formål at se, hvilke dyr man kan se i gadernes udformning. 
Kartozoologi er et eksempel på pareidolia.

## Om kartozoologi
Kartozoologien menes at være opstået på et fly mellem Oslo og Reykjavik i 1974, men blandt kartozoologer regnes Tor Åge Bringsværds artikel "Den store fisken i Reykjavík" (1975) som det første egentlige kartozoologiske værk. Artiklen refererer til en fiskeform som Bringsværd så i Reykjaviks bybillede fra flyet. Temaet omtales også i Bringsværds bog London (2003). 
Norsk Kartozoologisk Forening blev stiftet i 2003. 

## Kendte kartozoologer
- Tor Åge Bringsværd – norsk forfatter
- Eilert Sundt – norsk filosof
- Roger Pihl – norsk reklamemand og forfatter

Disse tre er generalsekretærer i Norsk Kartozoologisk Forening.

## Eksterne links
- Norsk Kartozoologisk Forening